# Zénithal (film)
Pour plus de détails, voir Fiche technique et Distribution.
Zénithal est une comédie française réalisée par Jean-Baptiste Saurel, sortie en 2024.

## Fiche technique
Sauf indication contraire, les informations mentionnées dans cette section peuvent être confirmées par la base de données cinématographiques Allociné,  présente dans la section « Liens externes ».
- Titre original : Zénithal
- Réalisation : Jean-Baptiste Saurel
- Scénario : Jean-Baptiste Saurel et Elodie Wallace
- Musique : Manuel Peskine
- Décors : Sarah Berthet-Nivon
- Costumes : Charlotte Richard
- Photographie : Yann Maritaud
- Son : Samuel Aïchoun, Jean Minondo et Pierre Bariaud
- Montage : Tianès Montasser
- Production : Amaury Ovise
  - Production associée : Jean-Christophe Reymond
- Société de production : Kazak Productions
- Société de distribution : The Jokers (France)
- Budget : 2,5 millions d'euros
- Pays de production :  France
- Langue originale : français
- Format : couleur — 2,35:1
- Genre : comédie
- Durée : 80 minutes
- Dates de sortie :
  - France : 21 août 2024

## Distribution
Sauf indication contraire, les informations mentionnées dans cette section peuvent être confirmées par la base de données cinématographiques Allociné,  présente dans la section « Liens externes ».
- Vanessa Guide : Sonia
- Franc Bruneau : Francis
- Cyril Gueï : Marcus
- Xavier Lacaille : Docteur machiavélique
- Rébecca Finet : Marion
- Anaïde Rozam : Ninon
- Bruno Gouery : Le détective
- Thévada Dek : Ti-Kong
- Romain Francisco : Le légiste
- Jean Chauvelot : Assistant détective
- David Nunes : Feng-Shui
- Guillaume Mollet : Le Sbire